# De smederij
De smederij (Spaans: La fragua) is een schilderij van Francisco Goya dat hij tussen 1815 en 1820 schilderde. De kunsthistoricus Fred Licht beschouwde het als het beste voorbeeld van Goya's late stijl. Sinds 1914 maakt het werk deel uit van de Frick Collection in New York. 

## Voorstelling
De smederij benadert een fotografische weergave van de zware lichamelijke arbeid in een smidse. Twee mannen hameren op een stuk roodgloeiend ijzer op een aambeeld. Ze staan ongemakkelijk dicht bij elkaar, ondanks hun tegengestelde houding die de compositie in balans houdt. Een voorover gebukte oudere man is nog tussen hen in te zien. De kleuren zwart, blauw en grijs domineren de neutrale achtergrond en de eenvoudige kleding van de mannen. 
Met hun gespierde ruggen en armen hebben de smeden iets weg van mythologische helden. Hun gezichten en kleding verraden echter hun eenvoudige afkomst. De smederij is dan ook vaak geïnterpreteerd als een symbolische weergave van  de Spaanse bevolking. Tijdens de bloedige Spaanse Onafhankelijkheidsoorlog verzetten de Spanjaarden zich met succes tegen de bezetting door de troepen van Napoleon en smeedden zo een nieuwe toekomst voor het land. In deze periode droogden de officiële opdrachten voor Goya op en richtte hij zich veel meer op het weergeven van het harde leven van de gewone man.
In het Metropolitan Museum of Art bevindt zich een tekening, Drie gravende mannen, die sterk lijkt op De smederij. Wellicht gaat het hier om een voorstudie. Naast de duidelijke overeenkomsten zijn er ook verschillen. Door een lager gezichtspunt te kiezen, geeft Goya de figuren op De smederij een grootsere uitstraling. Op het schilderij zijn bovendien de gezichten van twee van de mannen te zien en het richtpunt van alle arbeid, het aambeeld.
Een merkwaardig merkteken op de achterzijde van beide schilderijen doet vermoeden dat De smederij een pendant is van De brief, dat tegenwoordig in het Museum voor Schone Kunsten in Rijsel hangt. Beide werken hebben dezelfde afmetingen en hoofdpersonen die wat naar achteren zijn geschilderd. Ook de thematiek vertoont overeenkomsten: op de achtergrond van De brief is een grote groep wasvrouwen aan het werk.

## Herkomst
- in bezit van Javier Goya, zoon van de kunstenaar.
- 30 augustus 1836: Baron Taylor kocht van Javier Goya een groep van acht schilderijen, waaronder De smederij, voor koning Lodewijk Philips.
- 1838: het werk hangt in de Galerie Espagnol in het Louvre, opgericht door Lodewijk Philips.
- mei 1853: na de dood van de koning geveild in Londen en gekocht door Henry Labouchere, eerste Baron Taunton.
- in bezit van zijn kleinzoon E.A.V. Stanley, Bridgwater.
- juli 1914: gekocht door de kunsthandelaren Colnaghi en Knoedler.
- 1914: verkocht aan Henry Clay Frick, New York.
- 1919: nagelaten aan de Frick Collection.

## Afbeeldingen

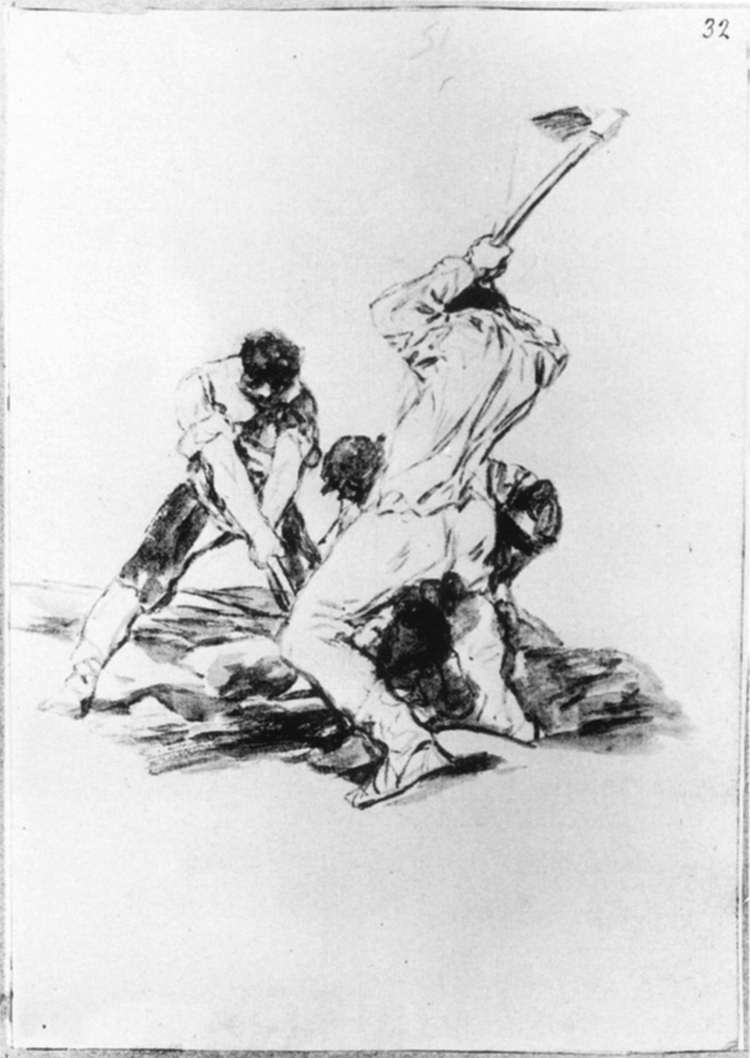
Drie gravende mannen (circa 1819)
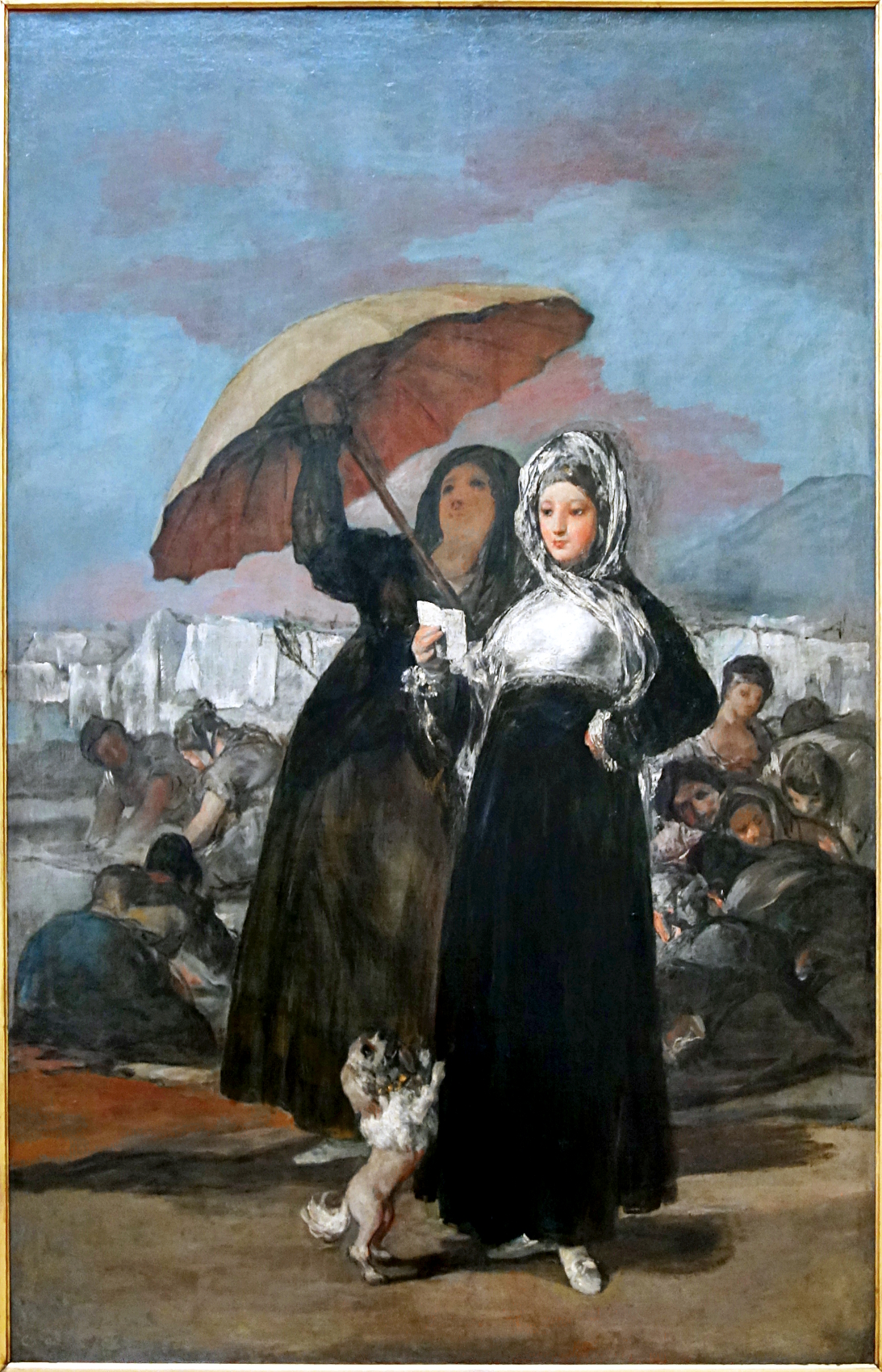
De brief (1810-12)